# Château de Lupfen-Schwendi
Le château de Lupfen-Schwendi est un monument historique situé à Kientzheim, dans le département français du Haut-Rhin.

## Localisation
Ce bâtiment est situé à Kientzheim.

## Historique

### Moyen Âge
À la fin du XIIIe siècle, les Habsbourg regroupent leurs possessions dans une entité territoriale unique, la seigneurie de Hohlandsberg. La ville de Kientzheim devient le centre administratif de ce nouveau territoire géré par un bailli, qui est logé dans une maison située à l’emplacement du château. La seigneurie est engagée à partir de 1363 aux Ribeaupierre, puis aux Lupfen en 1400, qui l’agrandissent et le réaménagent. Le 23 décembre 1473, Jean de Lupfen, bailli de Thann, y héberge le duc de Bourgogne Charles le Téméraire, qui vient de se faire refuser l’entrée dans Colmar.

### Époque moderne
À la mort de Joachim de Lupfen en 1562, la seigneurie de Hohlandsberg, et donc le château, sont vendus à Lazare de Schwendi, qui en prend possession l’année suivante. Celui-ci fait raser le château médiéval, dont seule la cave est conservée, et reconstruit à son emplacement une demeure plus grande et plus conforme au goût du jour. Ces travaux durent de l’été 1564 à la fin de l’année 1566, puis reprennent en 1569 avec l’aménagement des jardins et l’acquisition de propriétés voisines, en particulier la cour des chevaliers de Saint-Jean, qui sont intégrées au domaine. La petite-fille de Schwendi, Hélène Éléonore, en hérite en 1609, mais son mariage avec Jacques de Fürstenberg-Donaueschingen entraîne un procès de la part des autres Schwendi, qui souhaitent éviter la sortie de la seigneurie du patrimoine familial. Alors que ce procès s’éternise, la guerre de Trente Ans entraîne le ravage de la région et le château est saccagé par les Colmariens en 1636 après qu’Éléonore, qui s’est entretemps remariée avec Nicolas de Leyen, se soit enfuie à Villingen.
En 1646, le tribunal d’Innsbruck rend enfin son jugement dans le litige opposant les Leyen aux Schwendi et donne raison à ses derniers. Toutefois, la région n’étant plus sous contrôle impérial, les Leyen obtiennent du roi de France le droit de prendre possession du château. Mauvais gestionnaire, Nicolas de Leyen devient rapidement impopulaire à Kientzheim où il prélève de lourds impôts. Les Schwendi en profitent pour faire avancer leur cause auprès de Louis XIV et obtiennent en 1656 que l’affaire soit jugée, cette fois par un tribunal français. Celui-ci confirme en 1657 le jugement du tribunal d’Innsbruck et ordonne la restitution du château à Maximilien de Schwendi.
En 1681, les Schwendi sont dépossédés de leurs biens alsaciens par Louis XIV. La seigneurie et le château sont alors donnés à Joseph de Montclar. Celui-ci fait notamment agrandir le parc et le transforme en jardin à la française. À sa mort, le château passe à son gendre Jacinthe de Rébé, mais à son décès, les Leyen contestent une nouvelle fois la décision de 1656. Ils obtiennent en 1690 que le château leur soit remis, mais celui-ci est alors détaché de la seigneurie de Hohlandsberg, qui reste entre les mains des Rébé. Ceux-ci font par la suite plusieurs tentatives pour récupérer le château, mais sont à chaque fois déboutés. À sa mort en 1771, la dernière héritière des Leyen lègue le château à son filleul Conrad Reich de Pfalz, dont l’épouse transforme le château en lieu de cure et construit un amphithéâtre dans le parc.

### Époque contemporaine
À la suite des événements de la Révolution française, les Reich de Pfalz émigrent en 1791. Confisqué sous le régime des biens nationaux, le château sert d’abord de prison avant d’être loué en mars 1793 à Pierre Albert, ancien avocat au Conseil souverain et désormais receveur des domaines. À la fin de l’année, l’ensemble est évalué à 18 017 livres et divisé en neuf lots, le château étant lui-même mis en vente à 9 500 livres. La première vente, le 10 décembre, est un échec, aucun acheteur ne s’étant présenté. Une deuxième session se révèle toutefois plus fructueuse, Pierre Albert achetant l’ensemble des lots pour 32 400 livres. Pierre Albert étant redevables de nombreuses dettes à sa mort en 1807, le château est vendu par ses héritiers. La vente est toutefois difficile : la propriété est estimée à 34 000 francs, mais l’offre la plus élevée se limite à 14 800 francs. L’acheteur le revend dès la fin de l’année 1808 par Georges de Golbéry, directeur des domaines puis conseiller à la cour impériale de Colmar. Il passe ensuite en 1829 à son fils Philippe de Golbéry, mais est une nouvelle fois vendu à la mort de la veuve de ce dernier. Après être passé entre plusieurs mains, il est finalement racheté par le baron Gaston de Castex en 1896. Le château sert alors à loger le père de Gaston, Théodore de Castex, maire de Thanvillé, qui y effectue d’importants travaux de restauration.
Pendant la Première Guerre mondiale, le château est occupé par l’état-major de la 6e division de réserve bavaroise puis, pendant la Seconde Guerre mondiale, il est gravement endommagé dans les bombardements de décembre 1944. Réparé à la fin de la guerre, le château sert de résidence à la famille de Jean de Castex jusqu’à la mort de ce dernier en 1972. Il est alors vendu à la confrérie viticole Saint-Étienne, qui le réaménage y tenir ses chapitres, tandis que les dépendances accueillent un musée du vin, qui ouvre ses portes en 1980. Une nouvelle cave est construite entre 1987 et 1988 afin d’abriter l’œnothèque de la confrérie. Le château est inscrit en 1994 au titre des monuments historiques. De nouveau travaux de réaménagement des espaces intérieurs ont lieu en 2000.

## Architecture

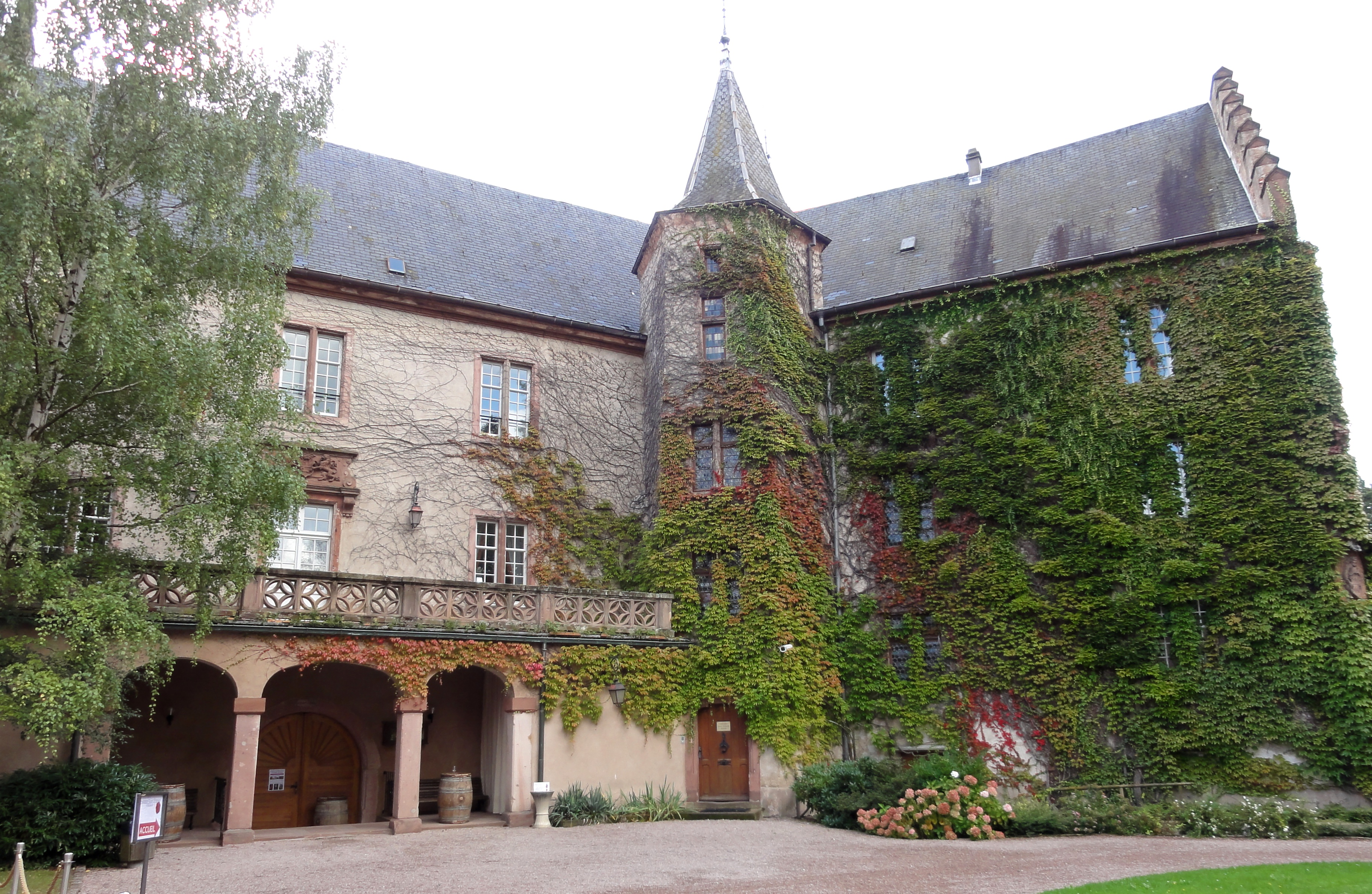
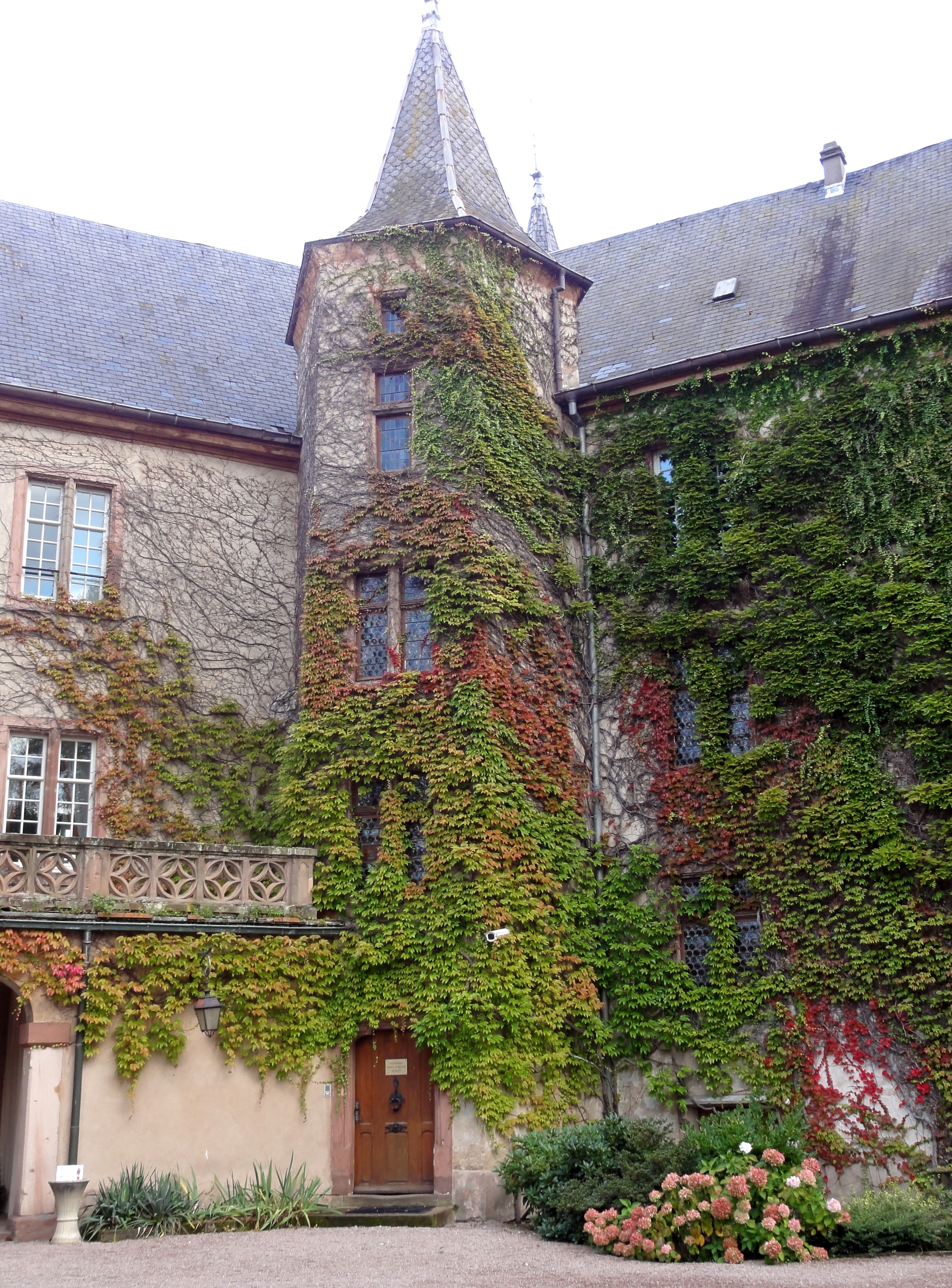
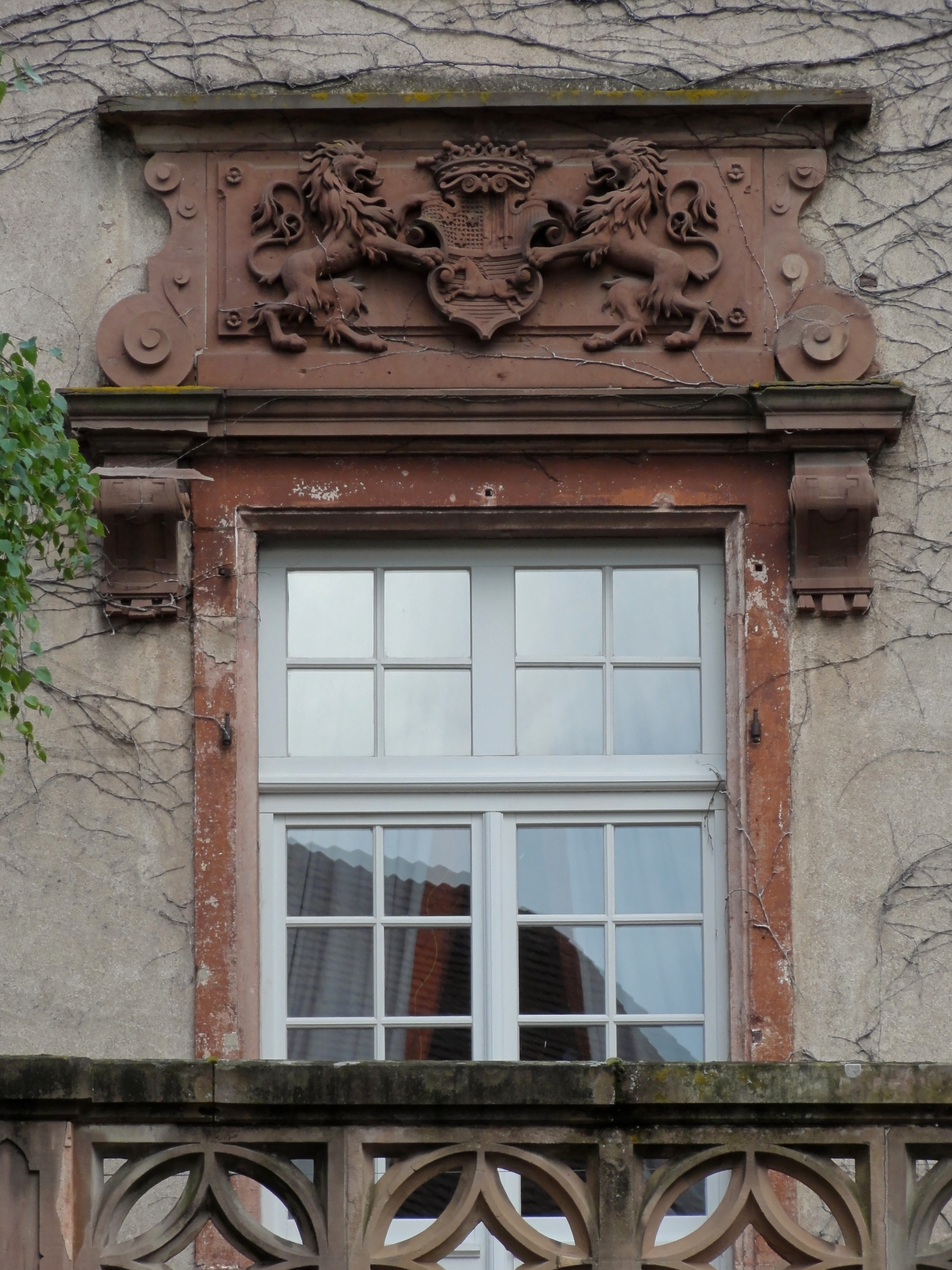
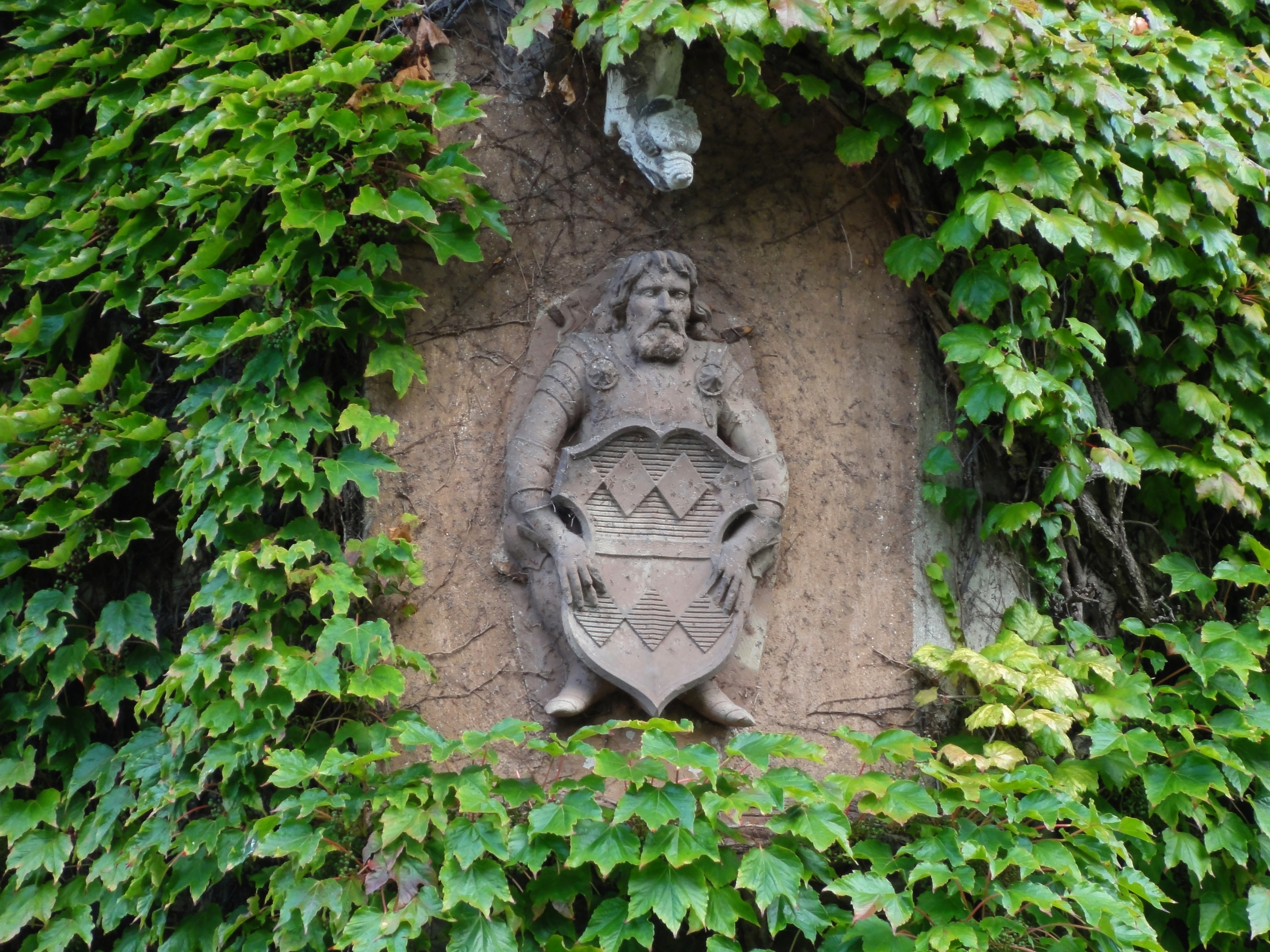